# Красна (притока Дніпра)
Кра́сна — річка в Україні, в межах Білоцерківського та Обухівського районів Київської області. Права притока Дніпра.

## Опис
Довжина 48 км, площа басейну 357 км². Долина трапецієподібна, завширшки до 1,8 км, завглибшки до 60 м. Пересічна ширина заплави 200 м. Річище звивисте, його середня ширина (в середній течії) 10 м. Похил річки 1,7 м/км. Навесні повноводна, в літню межень перетворюється на вузьку річечку. Через будівництво Канівської ГЕС і підняттям рівня води у Канівському водосховищі природний вигляд нижніх ділянок річки порушений. Побудовано багато ставків.

## Розташування
Красна бере початок на захід від села Вільшанська Новоселиця. Тече в межах Придніпровської височини спершу на схід, далі — на північний схід. Впадає до Дніпра (в Канівське водосховище) при північно-західній частині села Трипілля.

## Населені пункти
На Красній розташоване село Трипілля, а також села: Красне Перше, Григорівка, Слобідка, Германівка, Макіївка та інші.

## Історичні події
Найдавніша історія Красної пов'язана з проживанням біля неї та її освоєння племен різних археологічних культур: у період неоліту культура ямково-гребінцевої кераміки кінець (5-го — початок 4-го тисячоліття до н. е.), енеоліту — трипільська культура (4-3 тисячоліття до н. е.) і культура кулястих амфор (2300—2000 роки до н. е.), бронзова доба — середньодніпровська культура (22-18 століття до н. е.) і білогрудівська культура (XII–IX ст. до н. е.), залізна доба — чорноліська культура (IX-VIII століття до н. е.). Пізніше у VII-III столітті до н. е. територія річки входила до ареалу розселення племен скіфів-орачів і неврів. В дослов'янський період на території річки мешкали племена зарубинецької культури (II-I століття до н. е.), у I-II столітті — сармати та венеди.
Період раннього середньовіччя представлений біля річки племенами культурами типу Празько-корчацька та лука-райковецька. У VI-IX столітті Красна знаходилася в ареалі розселення східнослов'янського племені поляни. З кінця IX до середини XIII річка була територією Київської Русі (в адміністративному відношенні була територією Київського князівства до його ліквідації у 1470 році).
Після Монгольської навали на Русь, фактично з грудня 1240 року річка стає частиною Монгольської імперії (з 1266 року — Золотої Орди). У 1362 року приєднується до Великого князівства Литовського. 1569 року в результаті Люблінської унії опиняється у складі Польщі. У 1648 році, під час повстання Богдана Хмельницького Красна увійшла до складу новоствореної козацької Гетьманщини. За Андрусівським перемир'ям річка була поділена між Польщею (більший відрізок — територія басейну річки у нинішніх Васильківському, Білоцерківському та велика частина Обухівського району) та Росією (невеликий відрізок Обухівського району). Тобто, водна артерія стала поділена між Правобережним і Лівобережним гетьманами. Вічний мир 1686 року підтвердив цей розподіл. Після другого поділу Польщі з 1793 року вся Красна опинилася у складі Російської імперії (так було до 1917 року).
Під час революційних змагань 1917—1921 років територія річки опинялася у короткочасному володінні різник держав та військ. З березня 1917 року в результаті Лютневої революції влада над річкою формально перейшла до Української Центральної ради (з листопада стала територією Української Народної Республіки). У січні-березні 1918 року річка контролювалася більшовицькою армією. Але в березні 1918 року її окупували німецькі війська і влада над нею спочатку перейшла до УНР, а з 29 квітня стала входити до території Української Держави Павла Скоропадського. З листопаді 1918 року в результаті повстання проти німецьких військ юрисдикцію над річкою встановлює Директорії УНР. У лютому 1919 року більшовики знову захопили річку. Та проти радянської влади відразу повстали жителі Обухівщини, підтримуючи дії отамана-«незалежника» Зеленого. Через це протягом декількох місяців річка в різні періоди в різних обсягах контролювалася отаманом Зеленим і радянськими військами. З тим, 12 травня 1919 року повстанці були розбиті під Обуховом батальйоном Київського губвійськомату. На початку травня 1920 року об'єднані армії Польщі та Директорії УНР зайняли річку, проте через контрнаступ радянської армії змушені були на початку червня відступити. З даного часу над річкою остаточно встановлюється радянська влада. У липні-серпні 1941 року гітлерівські німецькі війська окупували Красну, але в листопаді 1943 року Червона армія повернула водяну артерію під юрисдикцію радянської влади.
З проголошенням незалежності 24 серпня 1991 року річка плине територією України.